# Mbakwa Supe
Mbakwa Supe (ou Supe) est une localité du Cameroun située dans le département du Meme et la Région du Sud-Ouest. Elle fait partie de la commune de Konye.

## Population
En 1953 on y a dénombré 1 025 habitants, puis 1 232 en 1967, principalement des Bakundu, du groupe Oroko.
Lors du recensement de 1987, la localité comptait 1 214 habitants. Lors du recensement de 2005, on y a dénombré 1 460 personnes.

## Enseignement
La localité dispose d'un CES (Collège d'enseignement secondaire) anglophone.

## Transports
La localité est située sur la route nationale 8 qui emprunte le viaduc de Mbakwa Supe, long de 1 274 m, il est construit en 1989 par une entreprise italienne.

## Tourisme
- Chutes de Mobombé